# Mistrzostwa Polski Seniorów w Lekkoatletyce 1969
45. Mistrzostwa Polski Seniorów w Lekkoatletyce – zawody sportowe, które rozegrano w dniach 14–17 sierpnia 1969 w Krakowie na Stadionie Wisły.
Podczas mistrzostw został poprawiony rekord Polski w rzucie oszczepem kobiet. Daniela Jaworska uzyskała wynik 59,64 m. Ustanowiono także klubowy rekord Polski w sztafecie 4 × 400 metrów kobiet. Sztafeta Spójni Warszawa w składzie: Zofia Kołakowska, Jadwiga Kalinowska, Elżbieta Skowrońska i Zdzisława Gałęzia uzyskała czas 3;49,0.

## Rezultaty
| NR – rekord Polski \| NL – najlepszy wynik w Polsce w sezonie \| SB – najlepszy wynik w sezonie \| PB – rekord życiowy |

### Mężczyźni
| Konkurencja:                  | 1. miejsce                                                                    | Rezultat  | 2. miejsce                                                                                 | Rezultat  | 3. miejsce                                                                               | Rezultat  |
| Bieg na 100 m                 | Zenon Nowosz Legia Warszawa                                                   | 10,3      | Wiesław Maniak Skra Warszawa                                                               | 10,4      | Tadeusz Cuch Polonia Warszawa                                                            | 10,5      |
| Bieg na 200 m                 | Jan Werner Gwardia Warszawa                                                   | 21,4      | Wiesław Maniak Skra Warszawa                                                               | 21,6      | Edward Romanowski Legia Warszawa                                                         | 21,7      |
| Bieg na 400 m                 | Stanisław Grędziński Górnik Wałbrzych                                         | 46,7      | Andrzej Badeński Legia Warszawa                                                            | 46,8      | Jan Balachowski Cracovia                                                                 | 46,9      |
| Bieg na 800 m                 | Henryk Szordykowski Wawel Kraków                                              | 1:48,7    | Kazimierz Wardak Zawisza Bydgoszcz                                                         | 1:48,9    | Andrzej Kupczyk Górnik Wałbrzych                                                         | 1:49,7    |
| Bieg na 1500 m                | Jerzy Maluśki Orkan Poznań                                                    | 3:49,6    | Henryk Szordykowski Wawel Kraków                                                           | 3:50,1    | Henryk Główczewski Lechia Gdańsk                                                         | 3:51,0    |
| Bieg na 5000 m                | Kazimierz Podolak Wybrzeże Gdańsk                                             | 14:10,4   | Edward Łęgowski Legia Warszawa                                                             | 14:11,0   | Stanisław Podzoba Cracovia                                                               | 14:11,8   |
| Bieg na 10 000 m              | Edward Stawiarz Wawel Kraków                                                  | 29:34,0   | Kazimierz Podolak Wybrzeże Gdańsk                                                          | 29:34,2   | Edward Łęgowski Legia Warszawa                                                           | 29:34,4   |
| Bieg na 110 m przez płotki    | Marek Jóźwik Gwardia Olsztyn                                                  | 14,3      | Adam Kołodziejczyk Cracovia                                                                | 14,4      | Wilhelm Weistand Górnik Zabrze                                                           | 14,5      |
| Bieg na 400 m przez płotki    | Tadeusz Kulczycki Orkan Poznań                                                | 51,4      | Wilhelm Weistand Górnik Zabrze                                                             | 52,0      | Antoni Siwiec Wawel Kraków                                                               | 52,5      |
| Bieg na 3000 m z przeszkodami | Kazimierz Maranda ŁKS Łódź                                                    | 8:44,2    | Stanisław Śmitkowski Oleśniczanka                                                          | 8:47,0    | Tadeusz Zieliński Energetyk Poznań                                                       | 8:48,2    |
| Sztafeta 4 × 100 m            | Legia Warszawa Marek Cieciera Edward Romanowski Zenon Nowosz Andrzej Badeński | 41,1      | Spójnia Gdańsk Lech Chludziński Józef Idczak Janusz Bieniasz Jan Kobuszewski               | 41,6      | Orkan Poznań Tadeusz Pilarzewicz Romuald Łukaszewski Andrzej Bakulin Adam Kaczor         | 41,7      |
| Sztafeta 4 × 400 m            | Gwardia Warszawa Jerzy Glonek Andrzej Janowicz Sławomir Nowakowski Jan Werner | 3:11,9    | Zawisza Bydgoszcz Mirosław Jankowski Kazimierz Wardak Stanisław Waśkiewicz Edmund Borowski | 3:12,8    | Górnik Wałbrzych Aleksander Błażejak Zdzisław Zając Andrzej Kupczyk Stanisław Grędziński | 3:13,7    |
| Chód na 20 km                 | Edmund Paziewski Konradia Gdańsk                                              | 1:33:13,8 | Janusz Cyrklaff Lechia Gdańsk                                                              | 1:33:27,2 | Eugeniusz Rogowski Konradia Gdańsk                                                       | 1:39:27,6 |
| Skok wzwyż                    | Wojciech Gołębiowski ŁKS Łódź                                                 | 2,08      | Lech Klinger Lumel Zielona Góra                                                            | 1,95      | Wojciech Żurawik Spójnia Gdańsk                                                          | 1,95      |
| Skok o tyczce                 | Sławomir Nowak Gwardia Warszawa                                               | 4,80      | Włodzimierz Sokołowski Legia Warszawa                                                      | 4,80      | Bogdan Markowski Górnik Zabrze                                                           | 4,60      |
| Skok w dal                    | Waldemar Stępień Społem Łódź                                                  | 7,78      | Stanisław Cabaj MKS-AZS Warszawa                                                           | 7,66      | Wiktor Godlewski Legia Warszawa                                                          | 7,60      |
| Trójskok                      | Józef Szmidt Górnik Zabrze                                                    | 16,14     | Jan Jaskólski Zawisza Bydgoszcz                                                            | 16,09     | Andrzej Lasocki Skra Warszawa                                                            | 16,00     |
| Pchnięcie kulą                | Władysław Komar Gwardia Warszawa                                              | 18,82     | Edmund Antczak Lechia Gdańsk                                                               | 17,95     | Leszek Gajdziński Górnik Zabrze                                                          | 17,35     |
| Rzut dyskiem                  | Edmund Piątkowski Legia Warszawa                                              | 58,72     | Leszek Gajdziński Górnik Zabrze                                                            | 55,96     | Stanisław Skowroński Legia Warszawa                                                      | 54,84     |
| Rzut młotem                   | Stanisław Lubiejewski Flota Gdynia                                            | 62,04     | Zdzisław Smoliński Legia Warszawa                                                          | 61,62     | Zbigniew Pałyszko Legia Warszawa                                                         | 61,56     |
| Rzut oszczepem                | Janusz Sidło Spójnia Warszawa                                                 | 81,86     | Władysław Nikiciuk Gwardia Warszawa                                                        | 81,80     | Zygmunt Jałoszyński MKS-AZS Warszawa                                                     | 74,68     |
| Dziesięciobój                 | Tadeusz Janczenko Zawisza Bydgoszcz                                           | 7346      | Ryszard Katus Gwardia Warszawa                                                             | 7089      | Jerzy Detko Wybrzeże Gdańsk                                                              | 7057      |

### Kobiety
| Konkurencja:               | 1. miejsce                                                                                 | Rezultat  | 2. miejsce                                                                                | Rezultat | 3. miejsce                                                                             | Rezultat |
| Bieg na 100 m              | Danuta Jędrejek Start Lublin                                                               | 11,8      | Anna Mochol SKL Szczecin                                                                  | 11,9     | Jadwiga Dudek Gwardia Warszawa                                                         | 11,9     |
| Bieg na 200 m              | Mirosława Sarna Budowlani Kielce                                                           | 24,2      | Danuta Jędrejek Start Lublin                                                              | 24,4     | Anna Mochol SKL Szczecin                                                               | 24,8     |
| Bieg na 400 m              | Elżbieta Skowrońska Spójnia Warszawa                                                       | 55,0      | Krystyna Hryniewicka Skra Warszawa                                                        | 55,2     | Danuta Piecyk Pomorze Stargard                                                         | 55,8     |
| Bieg na 800 m              | Zofia Kołakowska Spójnia Warszawa                                                          | 2:09,9    | Halina Domańska Wybrzeże Gdańsk                                                           | 2:10,8   | Jadwiga Kalinowska Spójnia Warszawa                                                    | 2:11,0   |
| Bieg na 1500 m             | Zofia Kołakowska Spójnia Warszawa                                                          | 4:35,4    | Jadwiga Kalinowska Spójnia Warszawa                                                       | 4:37,2   | Jadwiga Żuk Orzeł Międzyrzecz                                                          | 4:38,2   |
| Bieg na 100 m przez płotki | Teresa Nowak Gwardia Warszawa                                                              | 13,5      | Teresa Sukniewicz Gwardia Warszawa                                                        | 13,6     | Bożena Kania AZS Poznań                                                                | 14,2     |
| Sztafeta 4 × 100 m         | Gwardia Warszawa Olga Skrzyńska Aniela Szubert Teresa Sukniewicz Jadwiga Dudek             | 47,2      | Górnik Zabrze Helena Kerner Irena Kowolik Helena Mrozek Krystyna Lisiecka                 | 47,8     | Polonia Warszawa Krystyna Mandecka Marta Skrzypińska Hanna Głogowska Ewa Murawska      | 48,0     |
| Sztafeta 4 × 400 m         | Spójnia Warszawa Zofia Kołakowska Jadwiga Kalinowska Elżbieta Skowrońska Zdzisława Gałęzia | 3:49,0 NR | Skra Warszawa Danuta Manowiecka Krystyna Modrzewska Zofia Kaliszczuk Krystyna Hryniewicka | 3:51,4   | Polonia Warszawa Grażyna Lubelska Małgorzata Grunwald Hanna Amanowicz Danuta Pankowska | 3:54,6   |
| Skok wzwyż                 | Danuta Berezowska AZS Kraków                                                               | 1,72      | Danuta Konowska Lumel Zielona Góra                                                        | 1,69     | Maria Zielińska Wawel Kraków                                                           | 1,66     |
| Skok w dal                 | Mirosława Sarna Budowlani Kielce                                                           | 6,20      | Ryszarda Warzocha Skra Warszawa                                                           | 5,95     | Maria Ordo Wybrzeże Gdańsk                                                             | 5,88     |
| Pchnięcie kulą             | Elżbieta Michalczak Polonia Warszawa                                                       | 14,97     | Ludwika Dobrowolska Gwardia Olsztyn                                                       | 14,93    | Irena Morawiec Start Katowice                                                          | 14,43    |
| Rzut dyskiem               | Jadwiga Wojtczak Gwardia Warszawa                                                          | 47,64     | Elżbieta Michalczak Polonia Warszawa                                                      | 45,60    | Irena Paszkowska Lechia Gdańsk                                                         | 44,94    |
| Rzut oszczepem             | Daniela Jaworska Skra Warszawa                                                             | 59,64 NR  | Cecylia Bajer Naprzód Rydułtowy                                                           | 52,22    | Zofia Solarska Stal Mielec                                                             | 48,38    |
| Pięciobój                  | Lucyna Koczwara Iskra Pszczyna                                                             | 4253      | Irena Filusz Piast Gliwice                                                                | 4169     | Maria Sawicka ŁKS Łódź                                                                 | 4161     |

## Biegi przełajowe
41. mistrzostwa Polski w biegach przełajowych rozegrano 13 kwietnia w Otwocku. Seniorzy rywalizowali na dystansach 5, 8 i 12 kilometrów, a seniorki na dystansie 2 kilometrów.

### Mężczyźni
| Konkurencja:            | 1. miejsce                       | Rezultat | 2. miejsce                   | Rezultat | 3. miejsce                        | Rezultat |
| Bieg przełajowy (5 km)  | Edward Łęgowski Legia Warszawa   | 15:37,8  | Jerzy Maluśki Legia Warszawa | 15:48,8  | Edward Mleczko Cracovia           | 15:53,3  |
| Bieg przełajowy (8 km)  | Henryk Piotrowski Legia Warszawa | 26:26,9  | Stanisław Podzoba 'Cracovia  | 26:31,0  | Stanisław Śmitkowski Oleśniczanka | 26:31,0  |
| Bieg przełajowy (12 km) | Czesław Wajda Spójnia Gdańsk     | 40:12,0  | Jan Wawrzuta Śląsk Wrocław   | 40:32,0  | Michał Wójcik Śląsk Wrocław       | 42:08,0  |

### Kobiety
| Konkurencja:           | 1. miejsce                        | Rezultat | 2. miejsce                           | Rezultat | 3. miejsce                  | Rezultat |
| Bieg przełajowy (2 km) | Zofia Kołakowska Spójnia Warszawa | 6:45,6   | Elżbieta Skowrońska Spójnia Warszawa | 6:46,0   | Janina Piórko Lechia Gdańsk | 6:46,6   |

## Maraton
Maratończycy (tylko mężczyźni) rywalizowali 22 lipca w Dębnie. Zawody miały obsadę międzynarodową. Pierwsze miejsce zajął Jurij Wielikorodnych ze Związku Radzieckiego z czasem 2:21:18.
| Konkurencja: | 1. miejsce                   | Rezultat  | 2. miejsce                  | Rezultat  | 3. miejsce                      | Rezultat  |
| Maraton      | Zdzisław Bogusz Warszawianka | 2:22:08,4 | Michał Wójcik Śląsk Wrocław | 2:22:58,0 | Tadeusz Rojewski Legia Warszawa | 2:36:09,2 |